# کریس هاکیاس
کریس هاکیاس (انگلیسی: Chris Hakius; زاده ۱۴ دسامبر ۱۹۷۱) موسیقی‌دان اهل ایالات متحده آمریکا است. وی بین سال‌های ۱۹۸۹ تا ۲۰۰۹ میلادی فعالیت می‌کرد.